# Асфа, Менен
Менен Асфа (амх. መነን አስፋው, имя при крещении: амх. ወለተ ጊዮርጊስ — Валатта Гийоргис; 25 марта 1889 — 15 февраля 1962) — императрица-консорт Эфиопской империи, жена последнего императора Хайле Селассие. Императрица также известна как «Королева Омега» (её муж — «Король Альфа»), поскольку они почитаются последователями растафарианства и считаются «обожествленными монархами».

## Биография
Родилась по разным данным 25 марта 1883 или 1889 года в Игва, провинции Уолло Эфиопской империи. Её родителями были Али Асфа, правитель Амбасселя, и вейзаро (княгиня) Сехин Микаэль. По матери Менен была внучкой негуса Уолло Микаэля и племянницей императора Иясу V.
В юном возрасте Асфа была выдана замуж за Али из Черехи, дэджазмача из провинции Уолло. В браке родилось двое детей. Первый брак закончился разводом, и вскоре Асфа вышла замуж за дэджазмача Амеде Али Аба-Деяса, который также являлся дэджазмачом в Уолло. Во втором браке Асфа также родила двоих детей. После смерти второго мужа в конце 1909 или начале 1910 года Асфа вышла замуж за дэджазмача Лелсегеда Атнаф Сегеда, который позднее стал расом. Через некоторое время Асфа развелась с ним.
По разным данным, в июле или августе 1911 года Асфа и тогдашний рас Тэфэри Мэконнын провели свадебную церемонию в церкви. Это означало, что супруги не могли развестись. Этот брак был важным политическим союзом двух семей — правителей провинций Шоа и Уолло. Это был четвертый брак для Асфа. Частая смена мужей была распространена в XIX и XX веках среди правящей элиты Эфиопии, так как подобные браки служили политическим целям.
Первые несколько лет пара проживала в Харэре, где Тэфэри занимал пост губернатора провинции. В 1916 году произошла революция, в результате которой дядя Менен, Иясу V, был отстранен от власти. К власти пришла императрица Заудиту, которая назначила Тэфэри своим наследником, в связи с чем пара переехала в Аддис-Абебу.
2 ноября 1930 года Тэфэри Мэконнын был коронован как император Эфиопии, взяв имя Хайле Селассие I, а Менен была коронована как ытеге или императрица-консорт Эфиопии.
В день коронации императрице Менен был вручен скипетр, сделанный из золота и слоновой кости. Император настоял на том, чтобы императрица была коронована в тот же день, что и император, а не три дня спустя, как было принято.
В начале правления Хайле Селассие вспыхнул армейский бунт, в ходе которого император был взят в заложники. Императрица использовала танк, чтобы прорваться через ворота гарнизона и освободить императора. 

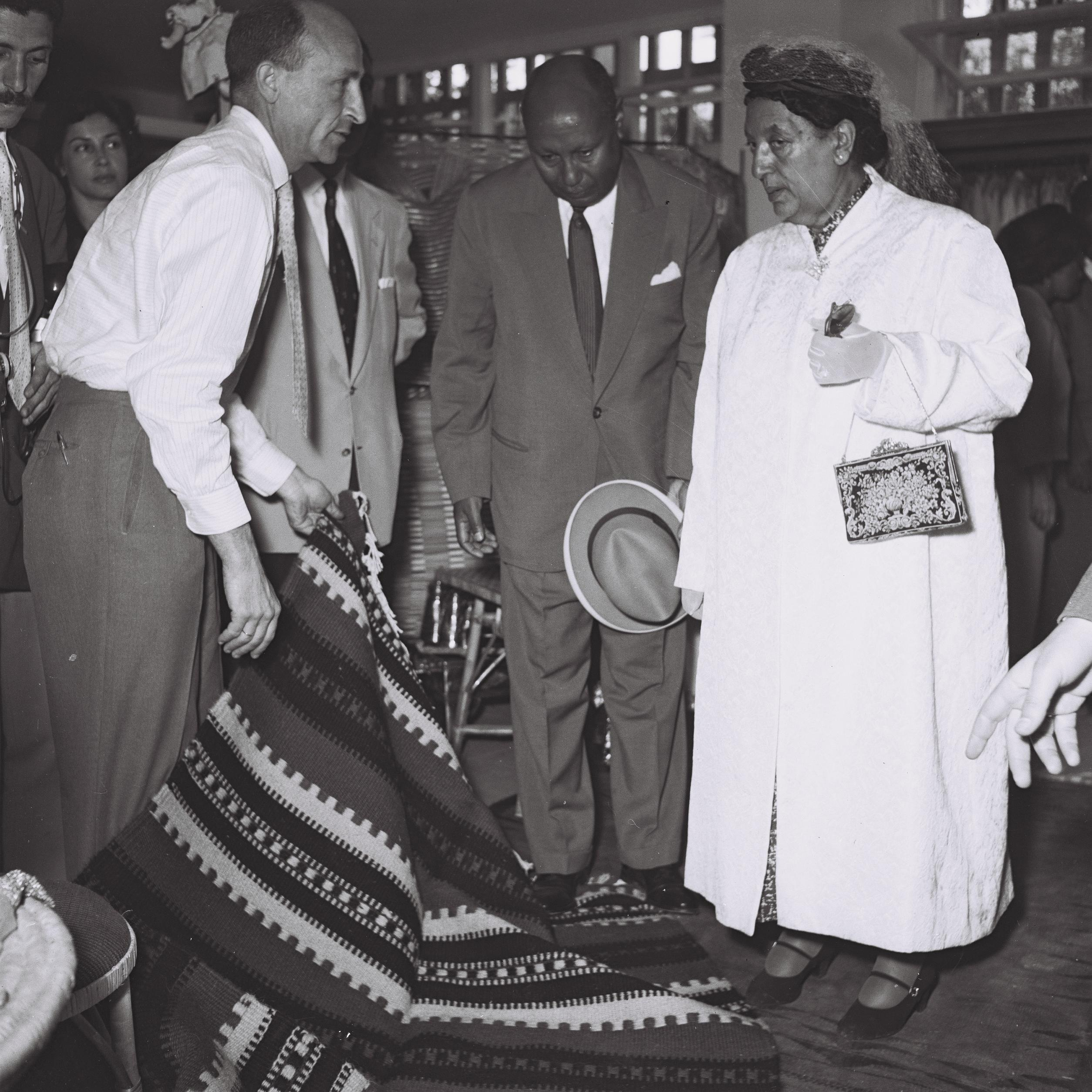
Императрица Менен Асфа во время частного визита в Израиль (6 мая 1959 года)

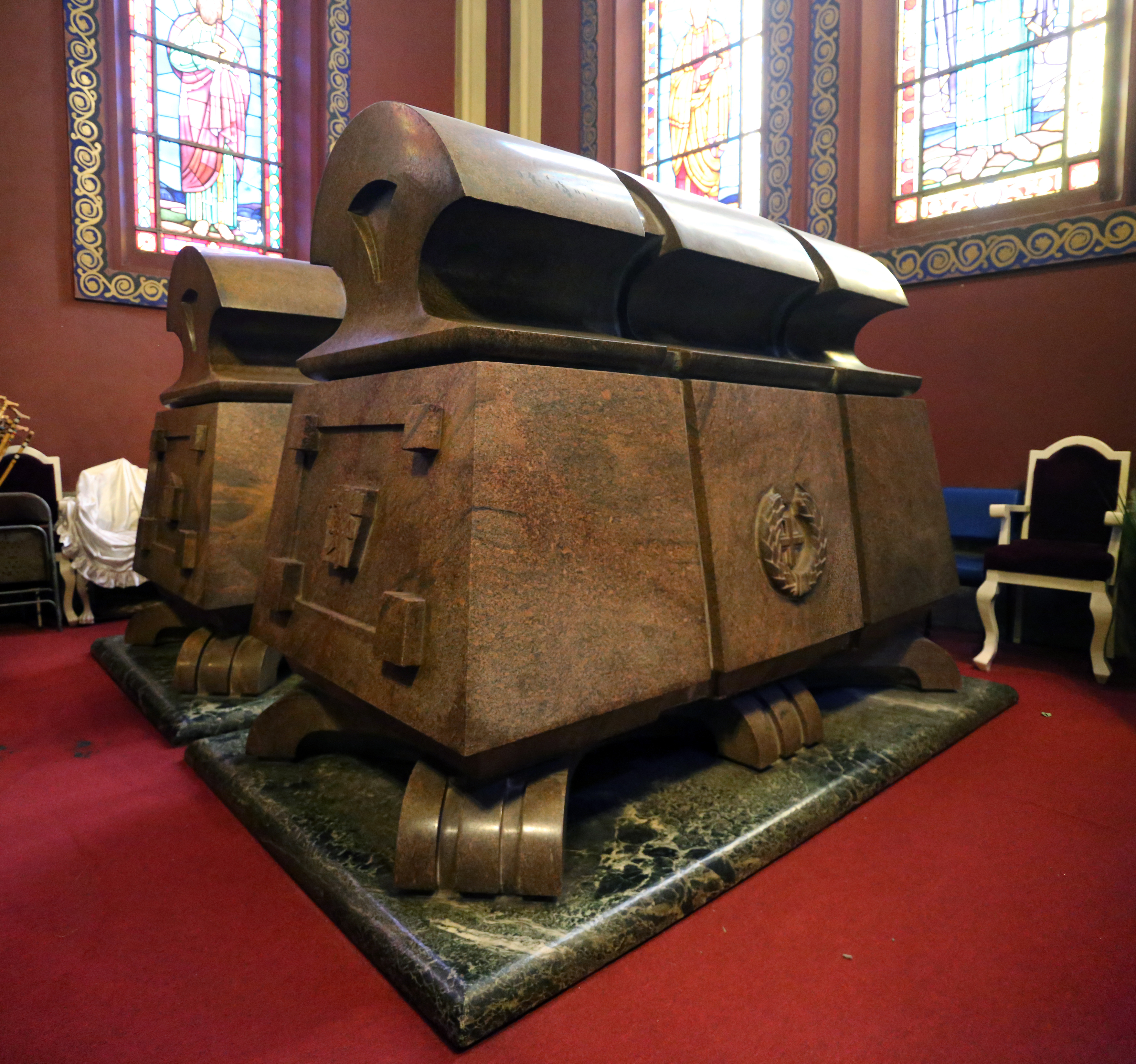
Саркофаг императрицы

Роль императрицы носила представительский характер. За время правления по инициативе императрицы были построены первые в стране детские дошкольные учреждения и профессионально-технические училища для работающих матерей. Императрица владела собственными землями и состоянием. До итальянского вторжения в 1936 году она получала прибыль от различных предприятий, в основном от торговли кофе. Менен Асфа была покровительницей Эфиопского Красного Креста, благотворительной организации женщин в Эфиопии. Также она основала школу для девочек «Императрица Менен» в Аддис-Абебе. Она принадлежала к эфиопской православной церкви и, в связи с этим, жертвовала средства на ремонт многих церквей в Эфиопии и на Святой Земле (например, церкви Святого Рагуэля и Кидане Михрет в Аддис-Абебе, монастырь Святой Троицы). 
В 1935 году императрица основала Эфиопскую ассоциацию социального обеспечения женщин. До и во время войны ассоциация занималась подготовкой товаров медицинского назначения, противогазов и бинтов для военных. После освобождения в 1941 году организация сосредоточилась на оказании помощи женщинам и детям, пострадавшим от войны, содержании детских домов, разработкой программ обучения для обездоленных женщин, а также занималась продвижением ремесел и традиционных закусочных для трудоустройства женщин.  
После захвата итальянскими войсками территории Эфиопии, Менен вместе с мужем и детьми отправилась в изгнание в Великобританию. С момента изгнания представительские полномочия императрицы исполняла её дочь Цехей, имевшая европейское образование и свободно владевшая английским и французским языками. После смерти дочери в 1942 году Менен вернулась к исполнению своих обязанностей. В январе 1938 года, в связи с ухудшением здоровья Менен, императрица и ее младший сын Сахле Селассие покинули Европу и отправились в Иерусалим. Там она молилась в церкви Рождества Христова, обещая отдать свою корону в обмен на освобождение Эфиопии. В Иерусалиме она прожила до 1941 года, после чего вернулась в Эфиопию. В этом же году ее императорская корона была отправлена в церковь Рождества Христова. Императрица и некоторые члены её семьи были кратковременно помещены под домашний арест во время попытки переворота против её мужа в 1960 году.
Менен Асфа умерла 15 февраля 1962 году в возрасте 72 лет. Императрица была похоронена в крипте собора Святой Троицы в Аддис-Абебе. После перезахоронения Хайле Селассие в ноябре 2000 года останки Менен были эксгумированы и перемещены в саркофаг рядом с императором.
Императрица Менен была популярна и остается до сих пор среди последователей движения растафарианства. Растафарианцы называют императрицу «Королевой Омега», а императора — «Королём Альфа» (как «Альфа и Омега»). Некоторые почитатели называют императрицу «Богиней» и «Живой создательницей следующего поколения».

## Личная жизнь

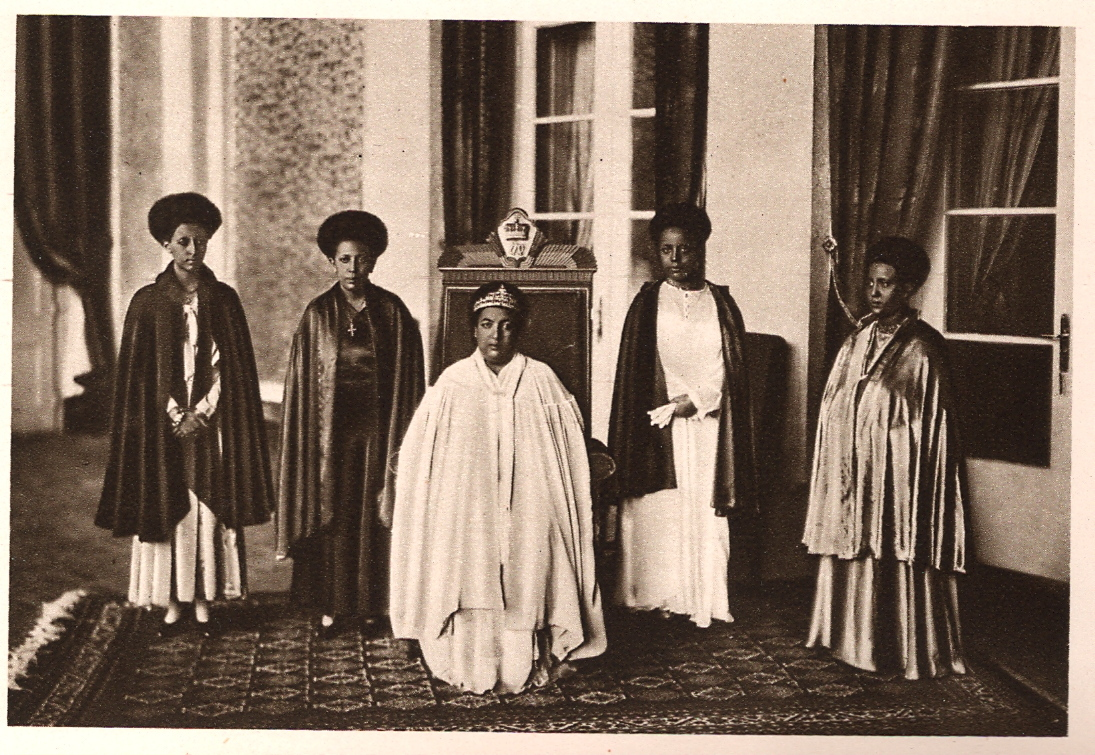
Императрица Менен Асфа сидит в центре. Сзади стоят принцесса Цехей, принцесса Тэнанге Ворк, принцесса Зенебе Ворк, принцесса Волете Исраэль Сеюм, невестка Асфа.

Менен Асфа была замужем четыре раза. Первым супругом Менен был дэджазмач Али, в браке родилось двое детей. Следующим мужем стал дэджазмач Амеде Али Аба-Деяс. Пара также имела двоих детей:
- Джантирар Гебре Эгзиабехер Амеде[18]
- Деста Амеде[18]

После будущая императрица вышла за раса Лула Сегеда, а после развода с последним, в 1911 году она стала супругой раса Тэфэри Мэконнына, позднее коронованного как император Хайле Селассие. У императорской четы родилось трое сыновей и три дочери:
- Тэнанге Ворк[англ.] (30 января 1913 — 6 апреля 2003)[2][18], была крещена как Фикирте Мариам[3].
- Воссен Асфау (27 июля 1916 — 17 января 1997)[2][20], был крещен как Амха Селассие[3].
- Зенебе Ворк[англ.] (25 июля 1917/1918 — 24 марта 1933)[2][18], была крещена как Хируте Селласие[3].
- Цехей Ворк[англ.] (13 октября 1918/1919/1920 — 17 августа 1942)[2][3][18][21], была крещена как Волете Бирхан[3].
- Мэконнын[англ.] (16 октября 1923 — 13 мая 1957)[2][22], был крещен как Арайя Йоханнес[3].
- Сахле Селассие[англ.] (27 февраля 1931 — 23 апреля 1962)[2][18], был крещен как Аба Дина[3].

## Награды
Государственные награды
- Эфиопия: Кавалер большого воротника ордена Соломона[23]
- Эфиопия: Кавалер большого кордона ордена печати Соломона[24]
- Эфиопия: Кавалер большого кордона с воротником ордена Царицы Савской[25]
- Императорская коронационная медаль (1930)[26]
- Медаль беженца (1944)[27]
- Юбилейная медаль (1955)[28][29]

Награды иностранных государств
- Член королевского ордена Серафимов (Королевство Швеция, 19 декабря 1959 года)[30]